# ملوك الصليبية
ملوك الصليبية (بالإنجليزية: Crusader Kings) هي لعبة فيديو إستراتيجية لبناء أسرة ملكية والتوسع في مملكتك الخاصة، اللعبة تعتمد على التاريخ الأوروبي والإسلامي؛ ما بين 1066م إلى 1452م, تم تطويرها من قبل استوديو برودكس للتطوير.اللعبة الجزء الأول من سلسلة ملوك الصليبية وتم اصدرها في 2004. وتركز ملوك الصليبية على بناء أسرة بدلا من بلد وبرمجة اللعبة ليوهان أندرسون.

## روابط خارجية
- ملوك الصليبية على موقع IMDb (الإنجليزية)

- الموقع الرسمي
- Crusader Kings at Paradox Interactive[وصلة مكسورة]